# John Stuart, 3. jarl af Bute
John Stuart, 3. jarl af Bute (født 25. maj 1713, død 10. marts 1792) var en britisk adelsmand, der var Storbritanniens premierminister fra 1762 til 1763.